# I. e. 382
Évszázadok: i. e. 5. század – i. e. 4. század – i. e. 3. század
Évtizedek: i. e. 430-as évek – i. e. 420-as évek – i. e. 410-es évek – i. e. 400-as évek – i. e. 390-es évek – i. e. 380-as évek – i. e. 370-es évek – i. e. 360-as évek – i. e. 350-es évek – i. e. 340-es évek – i. e. 330-as évek
Évek: i. e. 387 – i. e. 386 – i. e. 385 – i. e. 384 –  i. e. 383 – i. e. 382 – i. e. 381 – i. e. 380 – i. e. 379 – i. e. 378 – i. e. 377

## Események

### Görögország
- A spártaiak által megszállt Thébaiból Pelopidasz Athénba menekül és a hazája felszabadítását célzó szervezkedés élére áll.
- A Thébait elfoglaló spártai Phoibidaszt a korábbi parancstól való eltérés miatt felmentik a sereg vezetése alól. II. Ageszilaosz király ellenzi megbüntetését, mert tevékenysége Spárta javát szolgálta.

### Itália
- Rómában consuli jogkörű katonai tribunusok: Spusius Papirius Crassus, Servius Cornelius Maluginensis, Gaius Sulpicius Camerinus, Lucius Papirius Mugillanus, Quintus Servilius Fidenas és Lucius Aemilius Mamercinus.

## Születések
- II. Philipposz makedón király
- I. Antigonosz Monophthalmosz, Nagy Sándor hadvezére és makedón király

## Fordítás
- Ez a szócikk részben vagy egészben  a(z)   382 BC című angol Wikipédia-szócikk ezen változatának fordításán alapul.  Az eredeti cikk szerkesztőit annak laptörténete sorolja fel. Ez a jelzés csupán a megfogalmazás eredetét és a szerzői jogokat jelzi, nem szolgál a cikkben szereplő információk forrásmegjelöléseként.